# Oerstedina
Oerstedina é um género botânico pertencente à família Gesneriaceae.

## Espécies
- Oerstedina cerricola
- Oerstedina mexicana
- Oerstedina suffrutescens